# Treffort-Cuisiat
Treffort-Cuisiat korábbi község (település) Franciaországban, Ain megyében. 2016. január 1-jén Pressiat községgel egyesült és delegált községként Val-Revermont új község része lett.
Lakosainak száma 1728 fő (2015). Treffort-Cuisiat Chavannes-sur-Suran, Courmangoux, Drom, Meillonnas, Pressiat, Saint-Étienne-du-Bois, Simandre-sur-Suran és Bourcia községekkel határos.

## Népesség
A település népessége az elmúlt években az alábbi módon változott:
| Lakosok száma | 1233 | 1167 | 1101 | 1779 | 1910 | 2000 | 2070 | 2287 | 1728 | 2335 |
|               | 1962 | 1968 | 1975 | 1990 | 1999 | 2006 | 2008 | 2013 | 2015 | 2016 |